# Solanum fortunense
Solanum fortunense là một loài thực vật thuộc họ Solanaceae. Loài này có ở Costa Rica và Panama.